# 森茂則
森 茂則（もり しげのり、1958年5月9日 - ）は神奈川県川崎市麻生区王禅寺出身のプロゴルファー。

## 来歴
王禅寺で生まれ育ち、川崎市立柿生中学校時代は柔道の市大会で何度も優勝。その体格を活かし、高校、大学とゴルフを続けた。
ゴルフ練習場を経営していた父親の薦めで日本大学ゴルフ部に入部すると、それがきっかけで本格的にゴルフを始めプロの道を目指し、企業主催のトーナメント中心に出場。
大学卒業後は安田春雄に師事し、日中は百合ヶ丘カントリー倶楽部で経理を務めながら、夜はゴルフの練習という生活を3年間続けた。
26歳の時に「日本代表になろう」と思い、最終テストに一発合格し、1985年にプロゴルファーとなる。
1991年の日本プロでは2日目に1イーグル、7バーディーの63というビッグスコアを叩き出す。スタートの1番で10mのロングパットを沈めてから波に乗り、折り返した10番パー5ではグリーン手前50ヤードから直接放り込むイーグルを奪うなど、通算7アンダーに一気に浮上した。パットは狙い通り、ショットもほぼ完璧の内容で、初日74で67位と出遅れたが、66人抜きの首位に躍り出た。3日目はイーブンパー72と伸びなかったが、通算7アンダーで首位を守った。
8年目の1992年に初シードを獲得して以来6シーズン守り続け、1993年から1994年にかけてはケガに泣かされ一時はツアー断念も考えたが、懸命のリハビリで克服。1995年のダイワインターナショナルでは3日目に7番でグリーン手前のラフから第2打をピン側に付けるなど通算9アンダーで首位タイに浮上し、最終日には追いすがる佐々木久行を突き放し、プロ11年目でツアー初優勝を飾った。
初シードを獲得した1992年の暮れに左手小指を痛めてしまうが、単なる痛みではなく、小指の中の腱がささくれ立った状態になり、少しでも動かすと激痛に襲われた。1993年は痛み止めの注射を打ち続けてツアーを転戦し、辛うじてシード権をものにしたが出場した33試合中、16試合に予選落ちをしてしまった。同年オフにはついに左手小指の手術を決意し、手術は上手くいったが、1994年には左手小指を庇い続けた結果の後遺症で右肩が全く上らなくなる。コップさえ持ち上げることが出来なくなったため、2度目の手術を受けた。
1996年が東建コーポレーションカップ54位、ダイドードリンコ静岡オープン69位タイ、その後は6試合連続予選落ちし、ドライバーの飛距離は200ヤードにまで落ちる。1試合にかかる20万円の資金が家族には大変な負担となり、妻に「あと2、3試合予選落ちが続いたら、俺は引退する」 と心境を述べたほどであったが、昭和大学の医師が「10月までには必ず治す」と断言。 森は秋になって復活し、飛距離も戻ってきた。
ダイワインターナショナル最終日には木村政信と共に9アンダー首位タイでティオフし、1番の2打目では残りが100ヤードを切っているにもかかわらず、初優勝の緊張をすでに感じ始めていた森は、スムーズにクラブを振り上げることができなくなった。 PSのクラブはダフり、ボールはグリーンまで届かず、ボギー。次の314ヤードと短いパー4でも2打目をダフってボギー。6番でバーディが来たが、続く7番、パー3で3パットのボギー、9番のパー5でも3打でグリーンを捕らえることができず、ボギー。アウト30、9アンダーから一気に6アンダーへと転落してしまった。10番ティに上る時にはギャラリーから「頑張って」という声がかかり、パー5でこの日2つ目のバーディを奪った。11番ではパーとし、13番ティに向った。　
この日はイーブンパーでスタートした佐々木がアウトを290で回り、17番を終って通算9アンダーと物凄い追い込みでトーナメントリーダーに立つ。 佐々木の2打目は右の傾斜から、579ヤード、パー5の2打目を、果敢に3Wで攻めた。佐々木は森がスコアを落していたことを知らずに思い切って攻めたが、ボールはグリーン右手前の池に消えてダブルボギーを叩く。森はそんなことは知らずに自分のゴルフをし、木村が11番でダボを打ち一歩後退したことにも目を向ける余裕はなく、時折丸山茂樹が先輩をリラックスさせようと飛ばすジョークに応えて笑えることが救いとなった。18番のティショットを真ん中に打っていっ後は喉が乾き、2打目は8番アイアンで刻み、残り106ヤードで、芝は薄く砂地が見えていた。1、2番のダフりを思い出した森は必死に低くボールを抑えて打ち、グリーン手前から転がし、残り5mとなる。あと2つで初優勝となったが、木村と丸山のボールがギャラリーに飛び込み、その処置に7分間も戸惑った。森はじっと自分の順番がくるのを待っていたが、再開されると、自分では落ち着いてパターを弾いたつもりが90cmも短かった。僅か1打差で一瞬気が遠くなりかけたが、必死で打って最後の80cmを決めた時、小さくガッツポーズを取っている。
1997年の宇部興産オープンでは2日目に初日の上位陣が崩れた中で8バーディ、1ボギーと急浮上し、この日のベストスコアで回り、通算11アンダーで単独首位に立った。3日目は5バーディ、2ボギーの通算14アンダーで単独首位をキープ。初優勝時以来の最終組で迎えた最終日も余裕のプレーで通算17アンダーまでスコアを伸ばし、4日間60台を並べ、2位に4打差をつける圧勝でツアー2勝目を挙げた。
2001年の宇部興産オープンを最後にレギュラーツアーから引退し、2008年からはシニアツアーフル参戦の資格を取得。
プロ引退後は、百合ヶ丘CCの経営者として、プロゴルファーの経験をふんだんに活かしながら、趣向を凝らした倶楽部作りに奔走。半日楽しめる練習場を目指し、他のクラブの現場のニーズやバランスを見てまわり、「汗をかいて、お客さんのニーズに応えていく」と、手作りのバンカーやグリーンを手掛けた。

## 主な優勝
- 1995年 - ダイワインターナショナル
- 1997年 - 宇部興産オープン